# Bondinho de Monte Serrat
El Bondinho de Monte Serrat és un funicular existent al turó de Monte Serrat, a la ciutat brasilera de Santos, estat de São Paulo. Va ser projectat el 1910, però les obres on van iniciar-se fins al 1923 per l'empresa Sociedade Anônima Elevador Monte Serrat, i la inauguració va tenir lloc el juny de 1927. Després de la prohibició dels casinos al Brasil poc després de la Segona Guerra Mundial, l'esmentada companyia es va convertir en una empresa familiar.
El trajecte fins al cim del Monte Serrat dura uns quatre minuts, amb una pista única de 242 metres de llarg, amb una bifurcació al centre. Per aquest fi, hi ha dos tramvies amb una capacitat actual per a 40 persones, encara que antigament el límit màxim era de 70 passatgers. Els dos tramvies del sistema funicular estan sostinguts per un cable d'acer d'una polzada i mitja de diàmetre, amb una resistència de 90 tones. La maquinària és majoritàriament alemanya, tot i que hi ha un motor italià de recanvi.